# Aconitum kirghistanicum
Aconitum kirghistanicum är en ranunkelväxtart som beskrevs av Y. Kadota. Aconitum kirghistanicum ingår i släktet stormhattar, och familjen ranunkelväxter. Inga underarter finns listade i Catalogue of Life.